# Trouville
Pour les articles homonymes, voir Trouville (homonymie).
Ne doit pas être confondu avec Trouville-sur-Mer (Calvados) ou Trouville-la-Haule (Eure), ni Tronville.
Trouville, et à partir du 1er janvier 2026 Trouville-Alliquerville, est une commune française située dans le département de la Seine-Maritime, en région Normandie.

## Géographie
Commune du pays de Caux.
| Bolleville |                                     | Alvimare              |
|            | Trouville                           | Allouville-Bellefosse |
| Lintot     | Saint-Nicolas-de-la-Haie Grand-Camp | Saint-Aubin-de-Crétot |

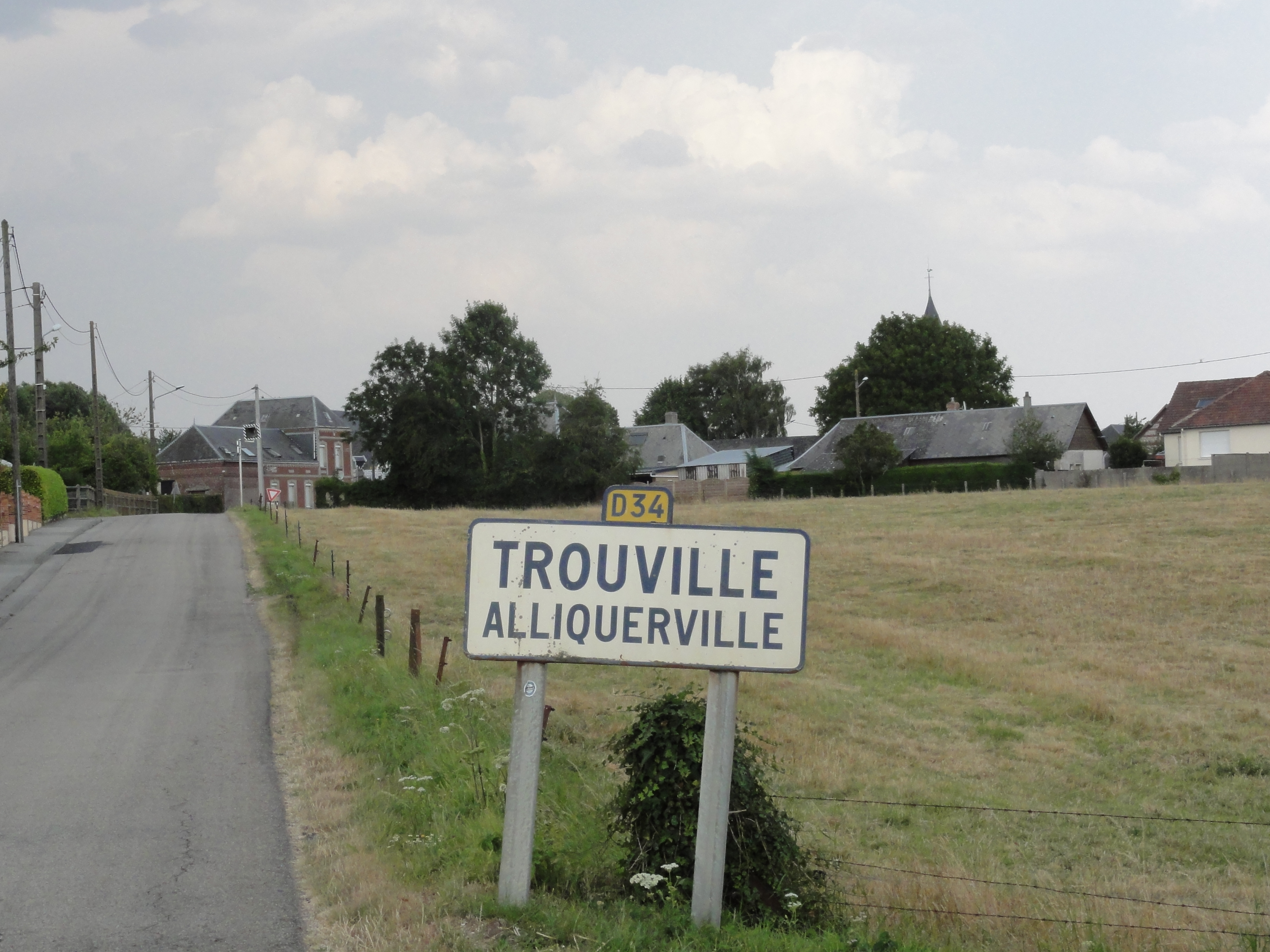
Entrée de Trouville.
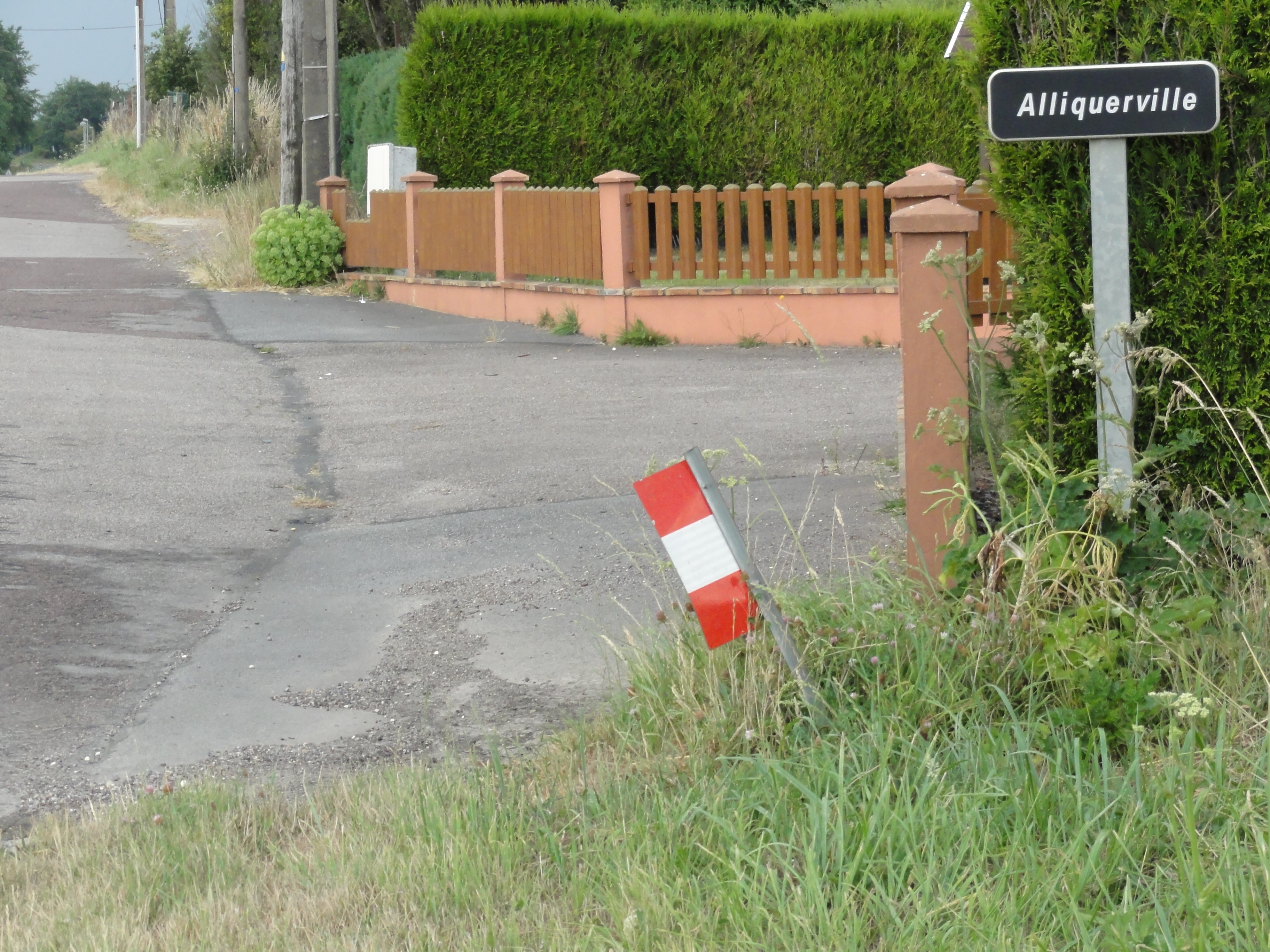
Entrée d'Alliquerville.

### Hydrographie
La commune est située dans le bassin Seine-Normandie. Elle n'est drainée par aucun cours d'eau,.

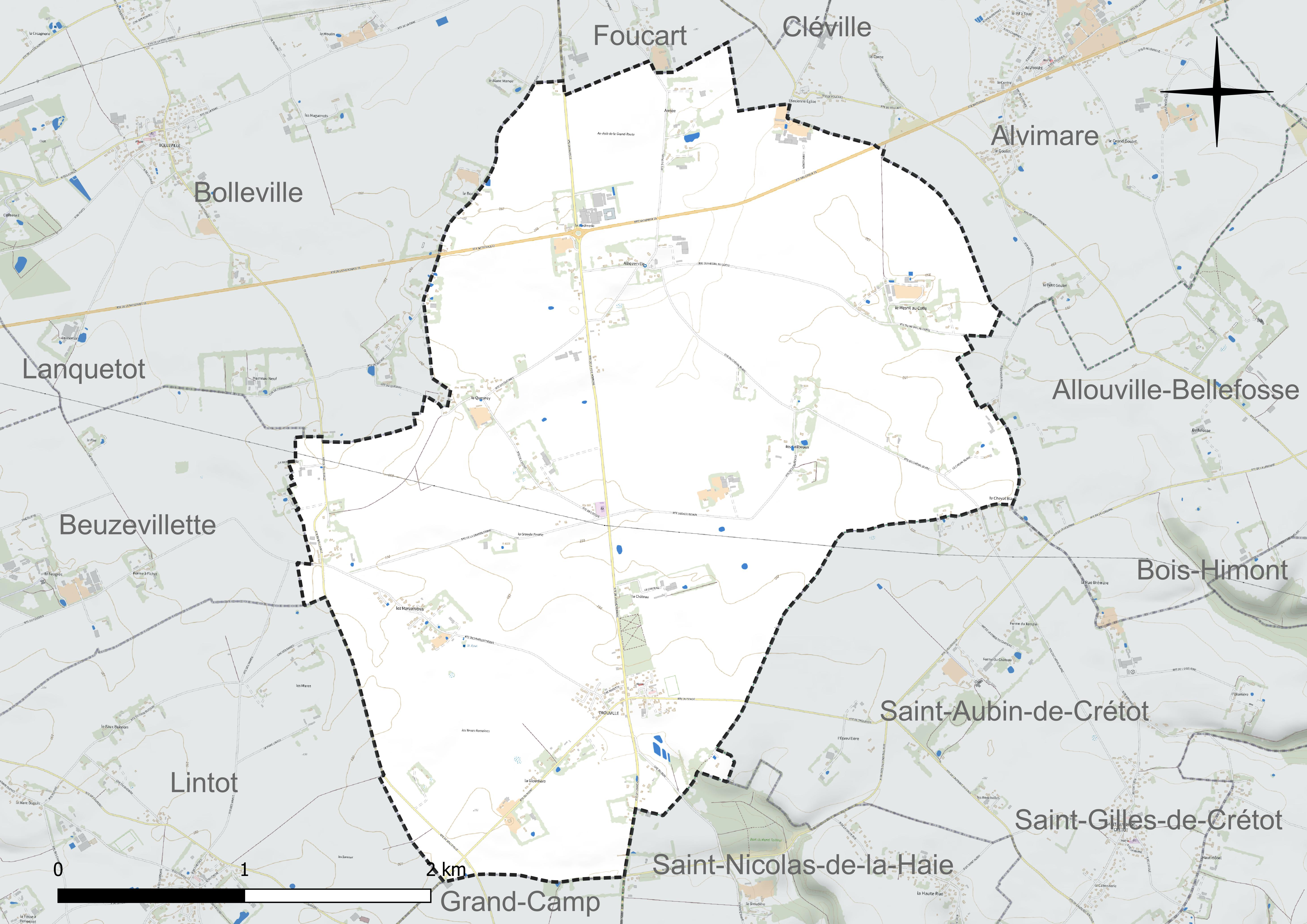
Réseau hydrographique de Trouville.

### Climat
Pour des articles plus généraux, voir Climat de la Normandie et Climat de la Seine-Maritime.
En 2010, le climat de la commune est de type climat océanique altéré, selon une étude du CNRS s'appuyant sur une série de données couvrant la période 1971-2000. En 2020, Météo-France publie une typologie des climats de la France métropolitaine dans laquelle la commune est exposée à un climat océanique et est dans la région climatique Côtes de la Manche orientale, caractérisée par un faible ensoleillement (1 550 h/an) ; forte humidité de l’air (plus de 20 h/jour avec humidité relative > 80 % en hiver), vents forts fréquents. Parallèlement le GIEC normand, un groupe régional d’experts sur le climat, différencie quant à lui, dans une étude de 2020, trois grands types de climats pour la région Normandie, nuancés à une échelle plus fine par les facteurs géographiques locaux. La commune est, selon ce zonage, exposée à un « climat maritime », correspondant au Pays de Caux, frais, humide et pluvieux, légèrement plus frais que dans le Cotentin.
Pour la période 1971-2000, la température annuelle moyenne est de 10,3 °C, avec une amplitude thermique annuelle de 14,1 °C. Le cumul annuel moyen de précipitations est de 965 mm, avec 13,7 jours de précipitations en janvier et 8,8 jours en juillet. Pour la période 1991-2020, la température moyenne annuelle observée sur la station météorologique la plus proche, située sur la commune de Petiville à 13 km à vol d'oiseau, est de 12,0 °C et le cumul annuel moyen de précipitations est de 844,9 mm,. Pour l'avenir, les paramètres climatiques de la commune estimés pour 2050 selon différents scénarios d'émission de gaz à effet de serre sont consultables sur un site dédié publié par Météo-France en novembre 2022.

## Urbanisme

### Typologie
Au 1er janvier 2024, Trouville est catégorisée commune rurale à habitat dispersé, selon la nouvelle grille communale de densité à sept niveaux définie par l'Insee en 2022.
Elle est située hors unité urbaine et hors attraction des villes,.

### Occupation des sols
L'occupation des sols de la commune, telle qu'elle ressort de la base de données européenne d’occupation biophysique des sols Corine Land Cover (CLC), est marquée par l'importance des territoires agricoles (99,9 % en 2018), une proportion identique à celle de 1990 (99,9 %). La répartition détaillée en 2018 est la suivante :
terres arables (82,4 %), prairies (11,1 %), zones agricoles hétérogènes (6,4 %), forêts (0,1 %). L'évolution de l’occupation des sols de la commune et de ses infrastructures peut être observée sur les différentes représentations cartographiques du territoire : la carte de Cassini (XVIIIe siècle), la carte d'état-major (1820-1866) et les cartes ou photos aériennes de l'IGN pour la période actuelle (1950 à aujourd'hui).

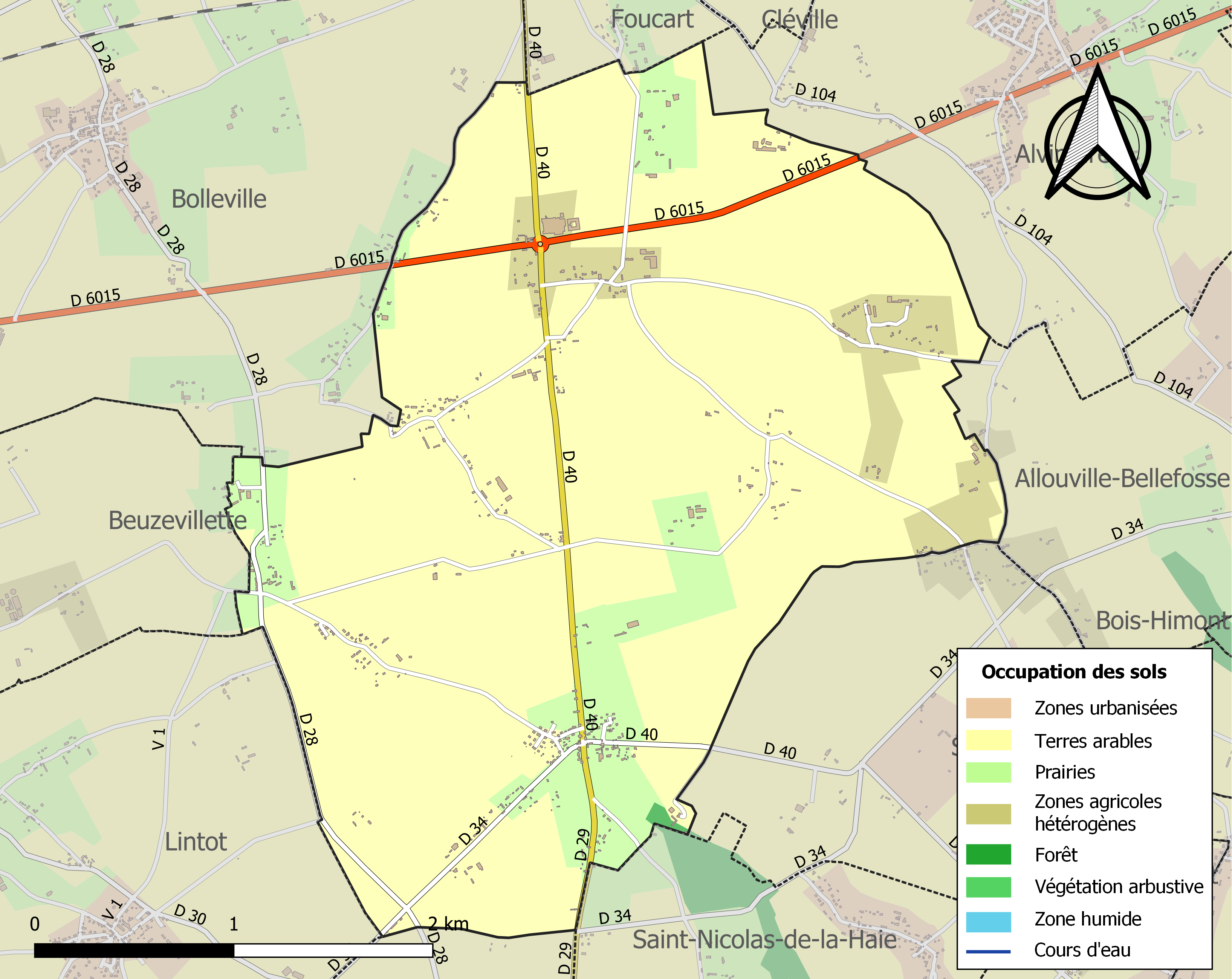
Carte des infrastructures et de l'occupation des sols de la commune en 2018 (CLC).

## Toponymie
La commune est composée de deux anciennes paroisses qui ont été réunies par la suite, à savoir Trouville et Alliquerville.

### Trouville
Le nom de la localité est attesté sous la forme latinisée Thorouvilla vers 1240.
Il s'agit d'une formation toponymique médiévale en -ville au sens ancien de « domaine rural », puis « village ». (cf. vilain « paysan du Moyen Âge ») précédé d'un anthroponyme conformément au cas général. Ce premier élément Trou- représente le nom de personne anglo-scandinave Torold, issu du vieux norrois Þóraldr, variante du vieux norrois Þórvaldr « Thor-dirigeant ». Cet anthroponyme se perpétue dans l'ancien prénom normand à l'origine des noms de famille : Touroude, Thouroude, Théroude, Throude et Troude. Les communes de Thérouldeville, Turretot, Bourgtheroulde et tous les Trouville de Normandie sont formés à partir du même nom de personne. Ne pas confondre avec les Tourville, basés quant à eux sur le nom de personne Þórr (Thor).

### Alliquerville
Le nom de la paroisse est mentionné sous la forme Alichervilla en 1111 - 1118. La graphie -ch- note [k] en ancien français. Le premier élément de ce nom en -ville s'explique peut-être par un anthroponyme germanique occidental en Alit-, élément composant des noms de personnes issus du germanique occidental rapporté par Marie-Thérèse Morlet et de -kar comme Boscherville (anciennement Balchervilla vers 1050 - 1066, Bauquierville) ou Valliquerville (Walicherivilla 1035, Walicarville vers 1210). Cependant *Alitchar(ius) n'est pas attesté.

## Politique et administration
| Période                                  | Période  | Identité         | Étiquette | Qualité                                                   |
| ---------------------------------------- | -------- | ---------------- | --------- | --------------------------------------------------------- |
| Les données manquantes sont à compléter. |          |                  |           |                                                           |
| 1904                                     | 1910     | Eugène Letellier |           | Entrepreneur en travaux publics, propriétaire de journaux |
| Les données manquantes sont à compléter. |          |                  |           |                                                           |
| mars 2001                                | 2008     | Josette Cabot    | DVD       |                                                           |
| 2008                                     | 2014     | Jean-Marie Baril |           |                                                           |
| 2014                                     | En cours | Christian Paris  |           | Réélu pour le mandat 2020-2026,                           |

## Population et société

### Démographie

#### Évolution démographique
L'évolution du nombre d'habitants est connue à travers les recensements de la population effectués dans la commune depuis 1793. Pour les communes de moins de 10 000 habitants, une enquête de recensement portant sur toute la population est réalisée tous les cinq ans, les populations de référence des années intermédiaires étant quant à elles estimées par interpolation ou extrapolation. Pour la commune, le premier recensement exhaustif entrant dans le cadre du nouveau dispositif a été réalisé en 2008.

En 2022, la commune comptait 617 habitants, en évolution de −3,29 % par rapport à 2016 (Seine-Maritime : +0,35 %, France hors Mayotte : +2,11 %).
| 1793 | 1800 | 1806 | 1821 | 1831 | 1836 | 1841 | 1846 | 1851 |
| ---- | ---- | ---- | ---- | ---- | ---- | ---- | ---- | ---- |
| 399  | 370  | 333  | 437  | 708  | 749  | 660  | 611  | 622  |

| 1856 | 1861 | 1866 | 1872 | 1876 | 1881 | 1886 | 1891 | 1896 |
| ---- | ---- | ---- | ---- | ---- | ---- | ---- | ---- | ---- |
| 622  | 584  | 600  | 554  | 555  | 568  | 578  | 590  | 585  |

| 1901 | 1906 | 1911 | 1921 | 1926 | 1931 | 1936 | 1946 | 1954 |
| ---- | ---- | ---- | ---- | ---- | ---- | ---- | ---- | ---- |
| 549  | 503  | 485  | 454  | 458  | 436  | 414  | 388  | 384  |

| 1962 | 1968 | 1975 | 1982 | 1990 | 1999 | 2006 | 2008 | 2013 |
| ---- | ---- | ---- | ---- | ---- | ---- | ---- | ---- | ---- |
| 374  | 404  | 415  | 501  | 537  | 563  | 594  | 600  | 639  |

| 2018 | 2022 | - | - | - | - | - | - | - |
| ---- | ---- | - | - | - | - | - | - | - |
| 625  | 617  | - | - | - | - | - | - | - |

#### Pyramide des âges
En 2018, le taux de personnes d'un âge inférieur à 30 ans s'élève à 36,0 %, soit en dessous de la moyenne départementale (36,5 %). De même, le taux de personnes d'âge supérieur à 60 ans est de 24,5 % la même année, alors qu'il est de 26,0 % au niveau départemental.
En 2018, la commune comptait 312 hommes pour 313 femmes, soit un taux de 50,08 % de femmes, légèrement inférieur au taux départemental (51,90 %).
Les pyramides des âges de la commune et du département s'établissent comme suit.
| Hommes | Classe d’âge | Femmes |
| ------ | ------------ | ------ |
| 0,3    | 90 ou +      | 0,3    |
| 5,8    | 75-89 ans    | 7,0    |
| 19,9   | 60-74 ans    | 15,7   |
| 17,6   | 45-59 ans    | 20,1   |
| 21,5   | 30-44 ans    | 19,8   |
| 12,8   | 15-29 ans    | 13,4   |
| 22,1   | 0-14 ans     | 23,6   |

| Hommes | Classe d’âge | Femmes |
| ------ | ------------ | ------ |
| 0,7    | 90 ou +      | 1,8    |
| 6,7    | 75-89 ans    | 9,6    |
| 16,7   | 60-74 ans    | 18     |
| 19,4   | 45-59 ans    | 19     |
| 18,5   | 30-44 ans    | 17,5   |
| 19,2   | 15-29 ans    | 17,4   |
| 18,9   | 0-14 ans     | 16,7   |

### Enseignement

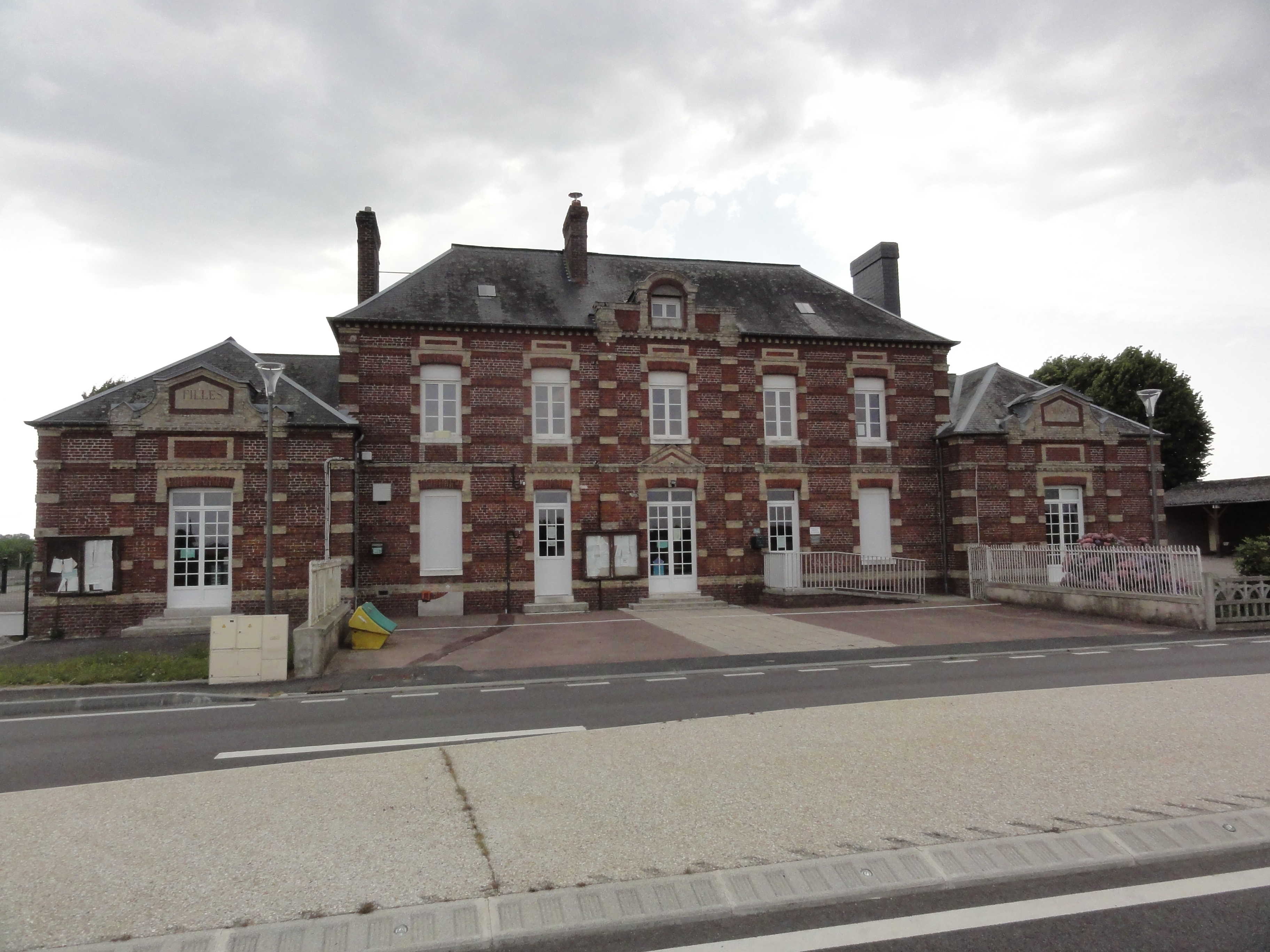
L'école.

Les écoles maternelles et primaires se trouvent à mi-chemin entre Trouville et Alliquerville, sur la route de la voie romaine (D 40).
Un terre plein central a été implanté au niveau de l'école afin de ralentir le trafic routier, ainsi assurer la sécurité des enfants notamment aux heures d'arrivée et départ des élèves.

### Sports
- Club de foot actuellement[Quand ?] en départementale 2[réf. nécessaire]
- Le stade de football est renommé stade Remi Paris le samedi 7 mars 2020 par son fils Christian Paris (maire du village)[25].

## Culture locale et patrimoine

### Lieux et monuments
- Église Notre-Dame de Trouville.
- Les cimetières de Trouville et d'Alliquerville.
- Le monument aux morts à Trouville.
- Le puits d'Alliquerville.

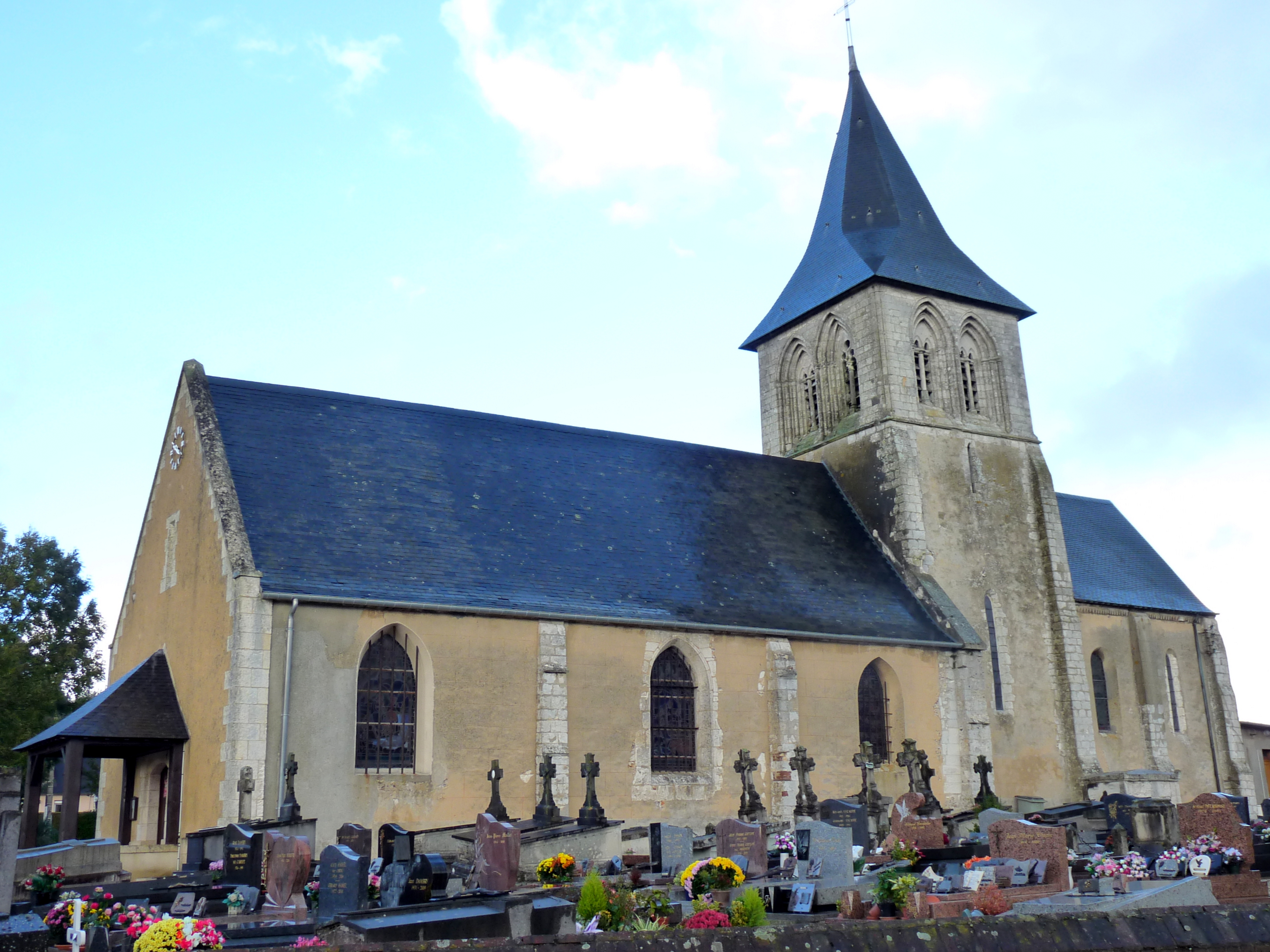
Église Notre-Dame de Trouville.
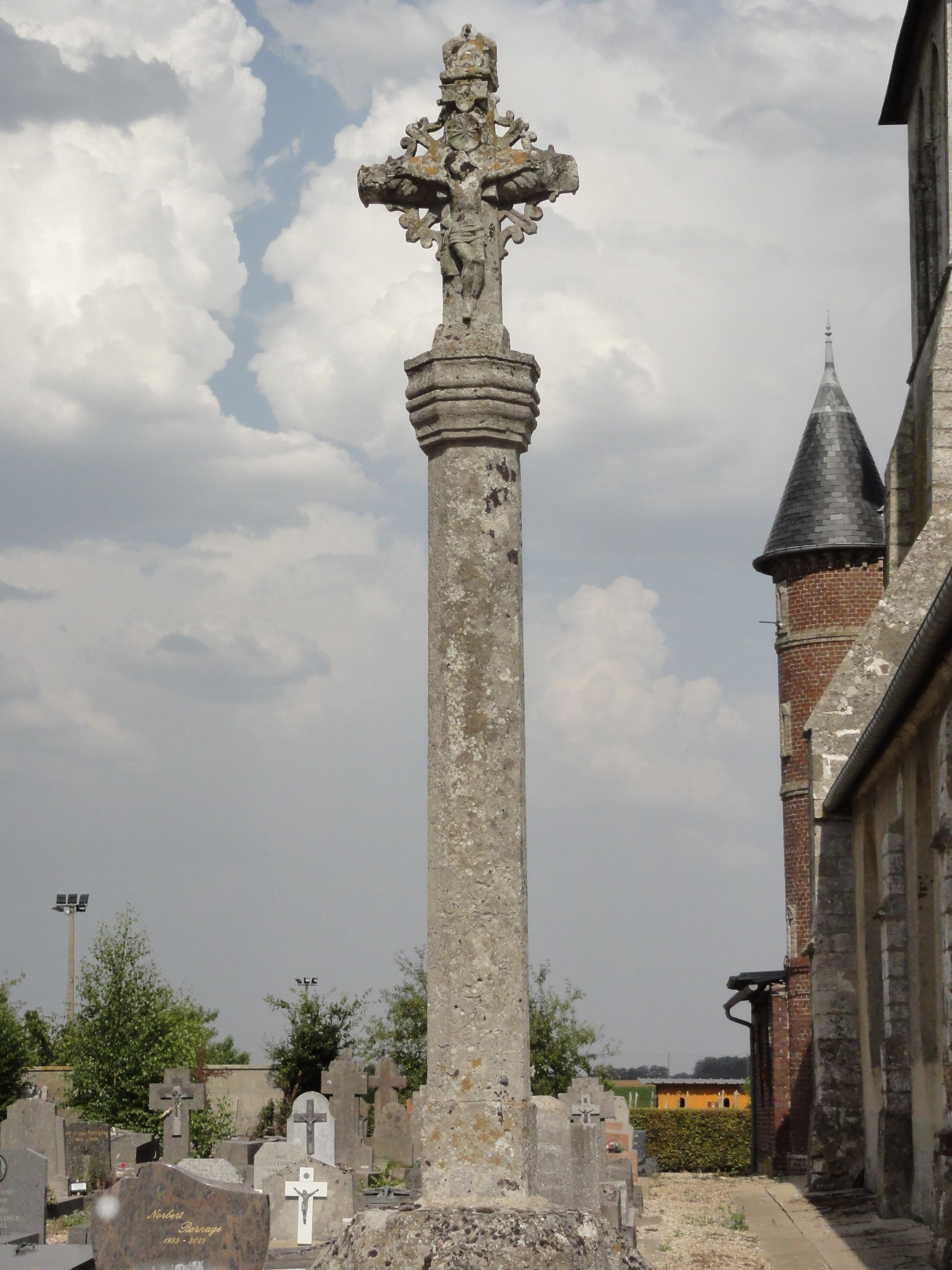
Croix sculptée du cimetière de Trouville.
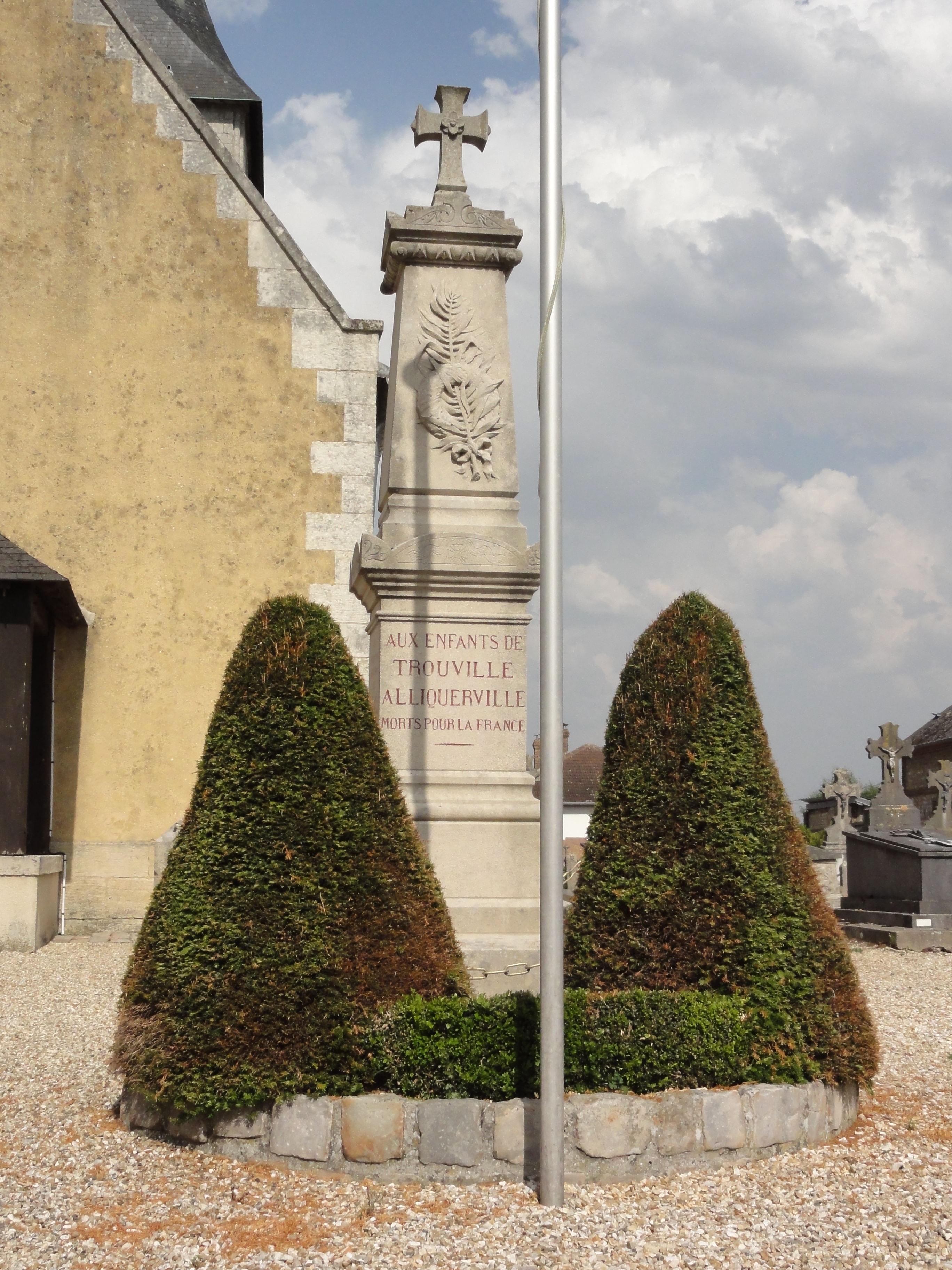
Le monument aux morts.
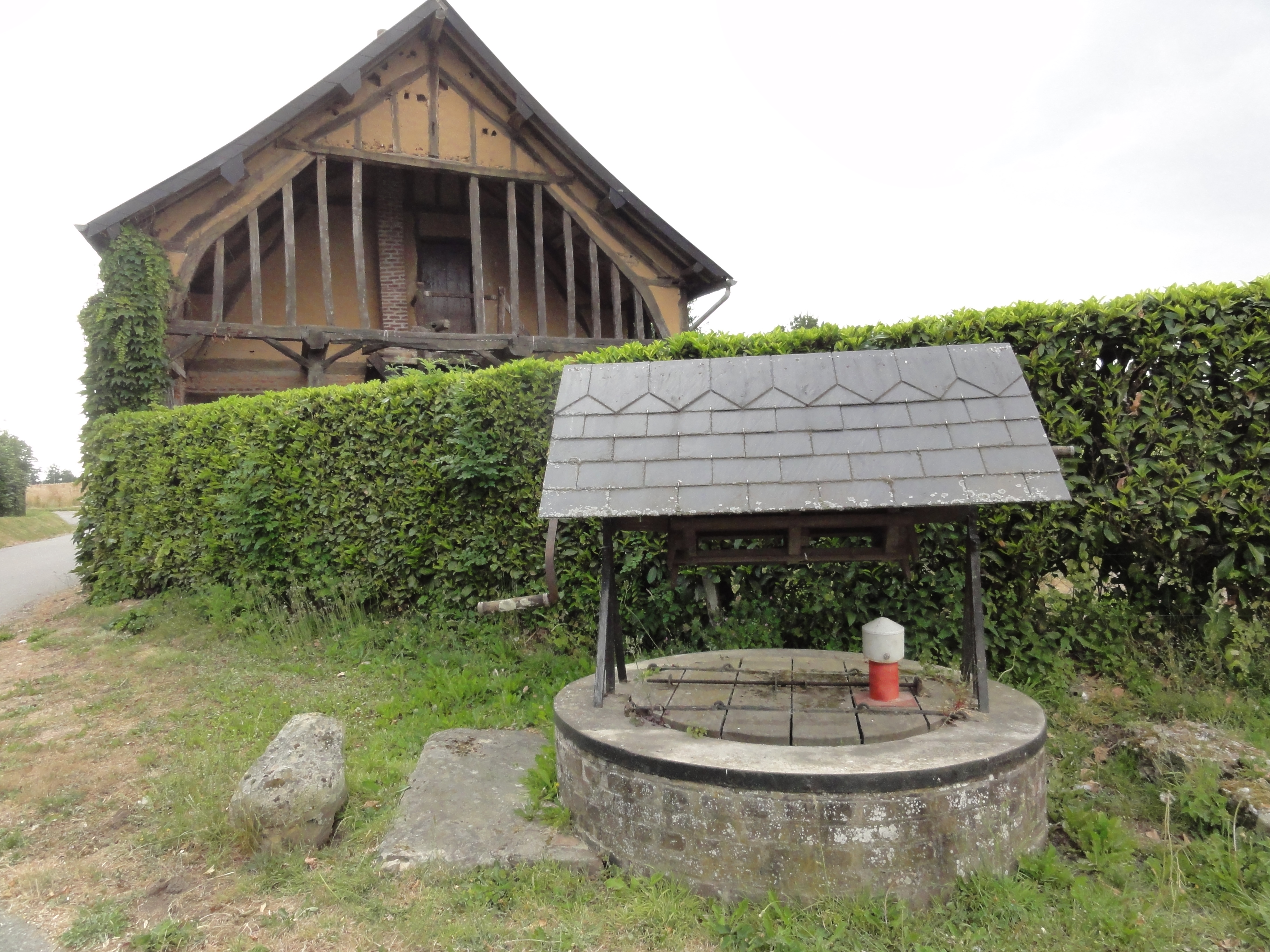
Le puits à Alliquerville.

### Héraldique
| Armes de Trouville | Les armes de la commune de Trouville se blasonnent ainsi : De gueules aux cinq épis de blé d'or mis en éventail, les tiges en pointe réunies en pal ; au chef cousu d'azur chargé de trois étoiles d'or. |

## Pour approfondir